# Músculos subcostais
Os músculos subcostais são músculos do tórax.